# گوربند (میناب)
گوربند، روستایی در دهستان گوربند بخش مرکزی شهرستان میناب در استان هرمزگان ایران است. این روستا، مرکز دهستان گوربند است.
روستای گوربند در ۲۲ کیلومتری شهر میناب و ۷۵ کیلومتری شهر بندرعباس واقع گردیده‌است.

## پیشینه نام
گُوَر (Govar) در گویش بندری و مینابی به معنای کنار می‌باشد و بند (Band) نیز به معنای دیواره سازه‌های سد و منابع ذخیره آب می‌باشد.

## جمعیت
بر پایه سرشماری عمومی نفوس و مسکن در سال ۱۳۹۵، جمعیت این روستا برابر با ۲٬۶۹۲ نفر (۸۱۳ خانوار) بوده‌است.